# Vera Trost
Vera Helga Trost (* 6. Januar 1954 in Esslingen am Neckar) ist eine deutsche Kunsthistorikerin und Bibliothekarin.

## Leben und Wirken
Trost legte 1972 am Friedrich-Schiller-Gymnasium Marbach ihr Abitur ab. Anschließend absolvierte sie bis 1974 in Stuttgart eine Buchbinderlehre mit abschließender Gesellenprüfung. Begleitend zu dieser Ausbildung und darüber hinaus bis 1975 folgte ein Studium für Buchgestaltung und Schriftgraphik an der Staatlichen Akademie der Bildenden Künste Stuttgart. Im Wintersemester 1974/75 begann sie ein Studium der Kunstgeschichte und Geschichte an der Universität Stuttgart; ihr Studium führte sie ab dem Wintersemester 1975/76 an der Julius-Maximilians-Universität Würzburg fort, hinzu kamen die Fächer Historische Hilfswissenschaft und Volkskunde, ergänzt durch ein Praktikum (1978/79) im Bereich Buchrestaurierung am Germanischen Nationalmuseum in Nürnberg. Ihr Studium schloss die 1983 mit der Promotion ab. Ihre Dissertation wurde zunächst von Heinz Roosen-Runge, dann von Peter Herde im Bereich Historische Hilfswissenschaft betreut.
im Jahre 1984 trat Vera Trost als Bibliotheksreferendarin an der Universitätsbibliothek Heidelberg in die Ausbildung für den höheren Bibliotheksdienst ein und legte die Fachprüfung hierfür, unterbrochen durch eine Beurlaubung, 1987 an der Bayerischen Bibliotheksschule ab. Seit 1988 bis 2017 war sie an der Württembergischen Landesbibliothek als wissenschaftliche Bibliothekarin tätig. Hier widmete sie sich vor allem ihrer Zuständigkeit für das umfangreiche Ausstellungswesen der Stuttgarter Landesbibliothek und der Bestandserhaltung, auch im Rahmen des Landesrestaurierungsprogramms Baden-Württemberg. Auf Grund ihrer Ausbildung ist sie eine Expertin für die mittelalterliche Schreibkultur und Buchkunst.

## Veröffentlichungen (Auswahl)
- Gold- und Silbertinten. Technologische Untersuchungen zur abendländischen Chrysographie und Agryrographie von der Spätantike bis zum hohen Mittelalter (= Beiträge zum Buch- und Bibliothekswesen, Bd. 28). Harrassowitz, Wiesbaden 1991, ISBN 3-447-02902-1 (Dissertation Universität Würzburg 1983).
- Skriptorium. Die Buchherstellung im Mittelalter. Belser-Verlag, Stuttgart 1991, ISBN 3-7630-1212-5.
- „Drei Finger schreiben, aber der ganze Körper arbeitet …“ Zur Buchherstellung im Mittelalter. In: Josef Kirmeier (Hrsg.): Schreibkunst. Mittelalterliche Buchmalerei aus dem Kloster Seeon (= Veröffentlichungen zur bayerischen Geschichte und Kultur, Bd. 28). Pustet, Regensburg 1994, S. 111–122, ISBN 3-7917-1418-X.
- „Wer nicht schreiben kann, glaubt, es sei keine Arbeit …“ Zur Buchherstellung im Mittelalter. In: Egbert Koolman (Hrsg.): Beiträge und Katalog zu den Ausstellungen Bilderhandschriften des Sachsenspiegels … (= Schriften der Landesbibliothek Oldenburg, Bd. 29). Isensee, Oldenburg 1995, S. 141–158, ISBN 3-89598-240-7.
- „Wir sind eine wissenschaftliche Bibliothek und kein Museum“. Ausstellungen in der Württembergischen Landesbibliothek. In: Birgit Schneider u. a. (Hrsg.): Bücher, Menschen und Kulturen. Festschrift für Hans-Peter Geh zum 65. Geburtstag. Saur, München 1999, S. 168–176, ISBN 3-598-11399-4.
- Für irdischen Ruhm und himmlischen Lohn. Buchherstellung im Mittelalter. Haus der Bayerischen Geschichte, Augsburg 2001.
- Überlagerungen. Hölderlin in der bildenden Kunst des 20. und 21. Jahrhunderts. In: Ute Oelmann (Hrsg.): Hölderlin – Entdeckungen. Studien zur Rezeption. Katalog zur Ausstellung „Hölderlin – Entdeckungen, Texte, Klänge, Bilder“ der Württembergischen Landesbibliothek Stuttgart vom 3. Juli bis 20. September 2008. Stuttgart 2008, S. 119–137, ISBN 3-88282-069-1.
- Das Projekt „Stuttgarter Psalter“. In: Vera Trost (Hrsg.): Kupfergrün, Zinnober & Co. Der Stuttgarter Psalter. Katalog zur Ausstellung vom 9. April bis 21. Mai 2011. Stuttgart 2011, S. 11–18, ISBN 978-3-88282-072-0.
- Kupfergrün, Zinnober & Co. Die Buchherstellung im Mittelalter. In: Ebd., S. 79–110.
- (Hrsg., mit Hans-Christian Pust): Carl Eugens Erbe. 250 Jahre Württembergische Landesbibliothek. Eine Ausstellung der Württembergischen Landesbibliothek aus Anlass ihrer Gründung am 11. Februar 1765 vom 11. Februar bis 11. April 2015. Stuttgart 2015, ISBN 978-3-88282-079-9.

Hinzu kommt die Herausgabe bzw. Redaktion zahlreicher Ausstellungskataloge und Faksimile-Editionen der Württembergischen Landesbibliothek.